# Delia Fiallo
Œuvres principales
- Lucecita
- La señorita Elena
  - Tu mundo y el mío
  - Esmeralda
  - Kassandra
- Kassandra
  - Una muchacha llamada Milagros
  - La Zulianita
  - Guadalupe
- Marielena
  - Leonela
  - Cristal
  - Monte calvario[1]

Delia Fiallo (née le 4 juin 1924 à La Havane et morte le 29 juin 2021 à Miami) est une auteure et scénariste cubaine. Elle est l'une des représentantes les plus distinguées du roman d'amour contemporain, jouant avec différents genres qui apparaissent dans sa production littéraire. En raison de sa contribution à la montée du genre mélodrame à la fin des années 1970 et au milieu des années 1980, elle est considérée comme la « mère de la telenovela latino-américaine ».

## Biographie
Fiallo étudia la philosophie et la littérature à La Havane et obtint un doctorat en 1948.
Elle commença à écrire des radionovelas à La Havane en 1949, faisant sa première adaptation d'une telenovela avec Soraya, qui fut publiée à Cuba en 1957. En 1966, elle a quitté le pays avec sa famille pour s'exiler à Miami, où elle écrira la plupart de ses romans. Elle a vécu quelque temps au Venezuela pour superviser les productions de ses œuvres de Venevisión et plus tard de Radio Caracas Televisión, grâce à son compatriote Enrique Cuscó, elle a pu contacter les propriétaires de l'ancienne, qui ont diffusé sa première telenovela dans ce pays, Lucecita de 1967.
Fiallo n'a pas écrit de telenovela originale depuis Cristal en 1985, car son dernier projet, La Felicidad, n'avait jamais été achevé et elle a décidé de prendre sa retraite. À cette époque, elle vendit les droits de ses œuvres à Televisa. Leurs adaptations, comme elle l'a déclaré à plusieurs reprises, ne lui ont pas plu.

## Vie personnelle
Elle est mariée au directeur de radio Bernardo Pascual depuis 1952. Elle est mère de cinq enfants (quatre filles et un garçon) et a 13 petits-enfants. Elle réside à Miami, en Floride. D'après le récit de Fiallo, elle ne s'est pas rendue au Venezuela depuis l'élection de l'ancien président Hugo Chávez en 1998.[réf. nécessaire]

## Récompenses
Un prix « Déesse de Telenovelas » a été créé au nom de Fiallo lors du 9e sommet annuel de l'industrie de Telenovela en 2011.